# Браславское районное объединение музеев
Браславское районное объединение музеев (бел. Браслаўскае раённае аб'яднанне музеяў) — музей в Браславе Витебской области Беларуси.
Полное наименование: Научно-исследовательское учреждение культуры «Браславское районное объединение музеев».

## Описание
Браславское районное объединение музеев основано в 1996 году и состоит из экспозиций Историко-краеведческого музея и Музея традиционной культуры.
Историко-краеведческий музей (ул. Энгельса, 29) был организован в 1984 году, экспозиция открыта в 1988 году. В музее шесть экспозиционных залов. Имеется богатый и разнообразный археологический раздел, в котором представлены материалы исследований памятников времен неолита, железного века, периода Полоцкого княжества и Великого княжества Литовского. Многие экспонаты относятся к числу редких или уникальных.
Период позднего средневековья отражен комплексами, среди которых наиболее интересными являются стенды, посвященные замковым укреплениям, истории города Друи (Сапежына), шляхетным родам Браславщины.
Интересными экспонатами выделяются фрагменты экспозиции, на которых отображены страницы восстаний 1794, 1863 гг., войны 1812 года, Первой мировой войны, экономики и культуры Бралавщины начала XX века.
Отдельная экспозиция посвящена талантливому браславскому врачу Станиславу Нарбуту (1853-1926), который более 40 лет работал на Браславщине. Также отдельные материалы посвящена известному земляку Браславщины, художнику Петру Сергеевичу (1900-1984).
В одном из залов музея представлены события Великой Отечественной войны.
В этнографическом разделе показан интерьер крестьянской избы конца ХIХ начала ХХ вв. Есть витрины с бытовыми и антикварными предметами.
В экспозиции музея размещены экспонаты, которые показывают традиции кузнечества, ткачества, плетения, резьбы по дереву, музыкальной культуры Браславщины.
Музей традиционной культуры (ул. Гагарина, 7а) создан на базе Дома ремёсел, который работал с 1995 года. Экспозиция открыта 1997 году. Размещен на берегу озера Дривяты в здании бывшей мельницы — памятника архитектуры начала XX века, к которому примыкают дополнительные пристройки, создающие представительный комплекс, в котором размещается гостиница «Заезны Двор».
В двух залах музея размещены экспонаты из тематических коллекций, отображающие традиции народной культуры региона. Интерьер поделён на три уровня. Комплекс, посвящённый плетению, содержит древние приспособления для плетения, выявленные при археологических раскопках, а также изделия известных мастеров плетения: П. Кореника, И. Кравченка, И. Дворецкого, К. Лукьянца, М. Черкаса. Экспозиция «Резьба Браславщины» представлена изделиями таких мастеров, как П. Зелявский, К. Лапковский, И. Шпакович. В ткаческой мастерской рядом с кроснами и приспособлениями, связанными с обработкой льна, шерсти, можно увидеть различные изделия ткачих Браславщины. В музее также размещаются два выставочных зала, в которых организуются выставки народных ремесел, работ художников и декоративно-прикладного искусства. В отдельном помещении работает гончарная мастерская.

## Достижения
- В 2002 году музейное объединение признано победителем конкурса на лучший музей области.
- В 2003 году музейное объединение стало лауреатом специальной премии Президента Республики Беларусь в области музейного дела.